# 荒尾斯就
荒尾 斯就（あらお これなり）は、江戸時代中期の鳥取藩家老。倉吉荒尾家6代。

## 生涯
正徳4年（1714年）、旗本佐々長元の次男として江戸に生まれる。元文元年（1736年）、荒尾仙就の遺跡を相続し、倉吉荒尾分家当主となる。元文2年（1737年）12月、御職家老（執政家老）となる。
寛保元年（1741年）3月、当主甫就が菩提寺の住職選定問題で、閉門、隠居となった倉吉荒尾本家を相続、6代当主となる。延享4年（1747年）、幼くして藩主家を相続した勝五郎（池田重寛）を家老として補佐し、江戸藩邸で権勢を振るう。寛延元年（1748年）、幕府より鳥取藩が甲州川々手伝普請を命じられ、その奉行を務めた。
宝暦4年（1754年）、その乱行を憎んだ藩士相野定右衛門が、紀州藩邸の門に訴状を貼り付けたため、藩主重寛の外祖父の紀州藩主徳川宗直より、支藩因幡鹿奴藩主池田仲庸に指示があり、同年10月、華美で素行が修まらず、幼君勝五郎（重寛）の教育上好ましくない人物であるとして、勝五郎の後見を務める母・桂香院に家老職を罷免、隠居を命じられる。家督は嫡男の厚就が相続した。
宝暦5年（1755年）2月20日に急死した。享年42。同月24日には、斯就を訴えた手段を咎められ、揚屋送りとなっていた相野定右衛門も切腹した。